# Angelica dahurica
Angelica dahurica è una specie di angelica ampiamente coltivata e originaria della Siberia, dell'Estremo Oriente russo, della Mongolia, della Cina nord-orientale, del Giappone, della Corea e di Taiwan. Tende a crescere vicino alle rive dei fiumi, lungo i corsi d'acqua e tra gli arbusti che crescono in terreni rocciosi.
La radice della pianta è commestibile e particolarmente apprezzata per le sue proprietà medicinali: antinfiammatoria, antitumorale, antiossidante, analgesica, antivirale e antimicrobica ed è nota per contenere furanocumarine e angelicotossina.
È una pianta perenne che può crescere fino a un'altezza di circa 1-2 metri. La radice, cilindrica e di colore marrone, raggiunge uno spessore di 2-5 centimetri. Il fusto è verde-violaceo, costolato, e varia da 2 a 8 cm di diametro. Nel primo anno, la pianta rimane in un ciuffo basale alto una settantina di centimetri più rigoglioso in terreni ricchi, con foglie composte e divise, lunghe 25-50 centimetri, caratterizzate da una colorazione rosso-violacea alla base; nel secondo o terzo anno, la pianta sviluppa un robusto fusto cavo, con un diametro di circa 2 centimetri che può raggiungere un'altezza di circa 2 metri. Durante l'estate, generalmente tra luglio e settembre, produce fiori bianco-verdastri riuniti in grandi ombrelle che possono arrivare fino a trenta centimetri di diametro. I semi maturano tra agosto e ottobre.